# Transporteconomie
Transporteconomie is het onderdeel van de economische wetenschap dat zich bezighoudt met de voortbrenging en verdeling van middelen in de transportsector.
Zoals in de andere onderdelen van economie staan ook hier vraag en aanbod en prijsvorming centraal.
Transport veroorzaakt externe effecten zoals milieuvervuiling en congestie.
Transport gebeurt op verschillende manieren die al dan niet concurreren met elkaar, dit zijn de vervoersmodi:
- Wegvervoer
- Spoorvervoer
- Luchtvaart
- Scheepvaart
- Vervoer via pijpleidingen of andere leidingen; dataverkeer, elektriciteit

Andere onderscheiden zijn er tussen passagiersvervoer en goederenvervoer, tussen privé vervoer en openbaar vervoer. 